# 16777 Bosma
16777 Bosma è un asteroide della fascia principale. Scoperto nel 1996, presenta un'orbita caratterizzata da un semiasse maggiore pari a 3,0554269 au e da un'eccentricità di 0,1811344, inclinata di 1,59623° rispetto all'eclittica.